# كلارك هويل
كلارك هويل (بالإنجليزية: Clark Howell)‏ هو صحفي وسياسي أمريكي، ولد في 21 سبتمبر 1863، وتوفي في 14 نوفمبر 1936. انتخب عضو مجلس نواب جورجيا.

## روابط خارجية
- كلارك هويل على موقع الموسوعة البريطانية (الإنجليزية)